# Krsto Odak
Krsto Odak, hrvaški skladatelj in pedagog nacionalne smeri, * 20. marec 1888, Siverić (Hrvaška), † 4. november 1965, Zagreb.
Študiral je teologijo, nato pa je v Pragi študiral še glasbo. Bil je dolgoletni profesor na Zagrebški glasbeni akademiji. Njegovo znano delo je opera Dorica pleše, ki so jo uprizorili tudi na odru ljubljanske Opere leta 1935.
Spisal je tudi Simfonijo Jadrana, godalne kvartete, dve sonati, zbore, psalme ...